# Blenheim Reef
Blenheim Reef är ett rev i Brittiska territoriet i Indiska oceanen (Storbritannien). Det ligger i den nordöstra delen av Brittiska territoriet i Indiska oceanen. Vissa delar av revet är ovanför vattenytan, dessa cays kallas East, North, Middle och South Island.